# Legio XV (Cesare)
La legio XV di Cesare era un'unità militare romana di epoca tardo repubblicana, la cui origine è da collegarsi alla parte finale della conquista della Gallia da parte di Gaio Giulio Cesare. Formata da quest'ultimo nel 53 a.C. per combattere le popolazioni celtiche della Gallia, potrebbe essere quella distrutta nel 49 a.C. in Africa proconsolare durante la guerra civile scoppiata tra Cesare e Pompeo. Dopo il 41 a.C. potrebbe essere confluita o rinominata legio XV Apollinaris.

## Storia
La sua formazione è da collegarsi con la conquista della Gallia, ad inizio del 53 a.C., quando fu arruolata nella Gallia cisalpina ed iniziò a combattere a fianco del suo generale, Gaio Giulio Cesare. La legione partecipò, pertanto, alla fase finale della campagna gallica (dal 53 al 50 a.C.). Fronteggiò i Galli nella campagna finale di Cesare del 52 a.C., prima assediando Avaricum, e poi Alesia che portò alla sottomissione definitiva delle genti galliche nel 52 a.C..
Nel corso dell'inverno del 53-52 a.C. Cesare soggiornò ad Aquileia insieme alla legio XV, dopo che la città era stata attaccata insieme a Tergeste dagli Iapidi. Durante l'inverno successivo del 52-51 a.C. venne inviata a sveranre insieme alla legio VII ed alla cavalleria con Tito Labieno ed il suo luogotenente, Marco Sempronio Rutilo, tra i Sequani a Vesontio.
Partecipò alla guerra civile a fianco di Pompeo, poiché nel 50 a.C.gli venne inviata da Cesare insieme alla legio I in vista di una possibile campagna contro i Parti, mai realizzata. E forse partecipò anche alla battaglia di Farsalo, avendola identificata alcuni studiosi moderni con la legio III, schierata da Pompeo all'ala sinistra insieme a: legio I, cavalleria, arcieri e frombolieri.
Sappiamo di una legio XV, distrutta in Africa nel 49 a.C., e di un'altra appartenente ai triumviri durante la battaglia di Filippi (42 a.C.), in seguito inviata in Oriente. Ed infine di una legio XV che partecipò alla battaglia di Azio a fianco del futuro primo imperatore romano, Augusto.